# Aspilia triplinervia
Aspilia triplinervia là một loài thực vật có hoa trong họ Cúc. Loài này được (Kunth) S.F.Blake mô tả khoa học đầu tiên năm 1924.